# Baldur
Baldur (scris și Balder sau Baldr) este în mitologia nordică zeul luminii, al bucuriei, al purității, al frumuseții și al inocenței. Iubit atât de zei cât și de oameni, a fost considerat cel mai bun din panteonul germano-scandinav. Cu toate că avea o putere mică, era inteligent, prietenos și elocvent. Fiu, al lui Odin și al lui Frigg, Baldur a avut-o ca soție pe Nanna, fiica lui Nep, având cu ea un fiu: pe Forseti, zeul justiției. Frații săi erau Thor și Váli. 
Datorită măreției și frumuseții lui, toate forțele naturii au hotărât să nu îl rănească, în afară de vâsc. Diabolicul zeu Loki s-a folosit de această slăbiciune. Manipulându-l pe fratele zeului, Hod, care era orb, el l-a omorât pe Baldur.

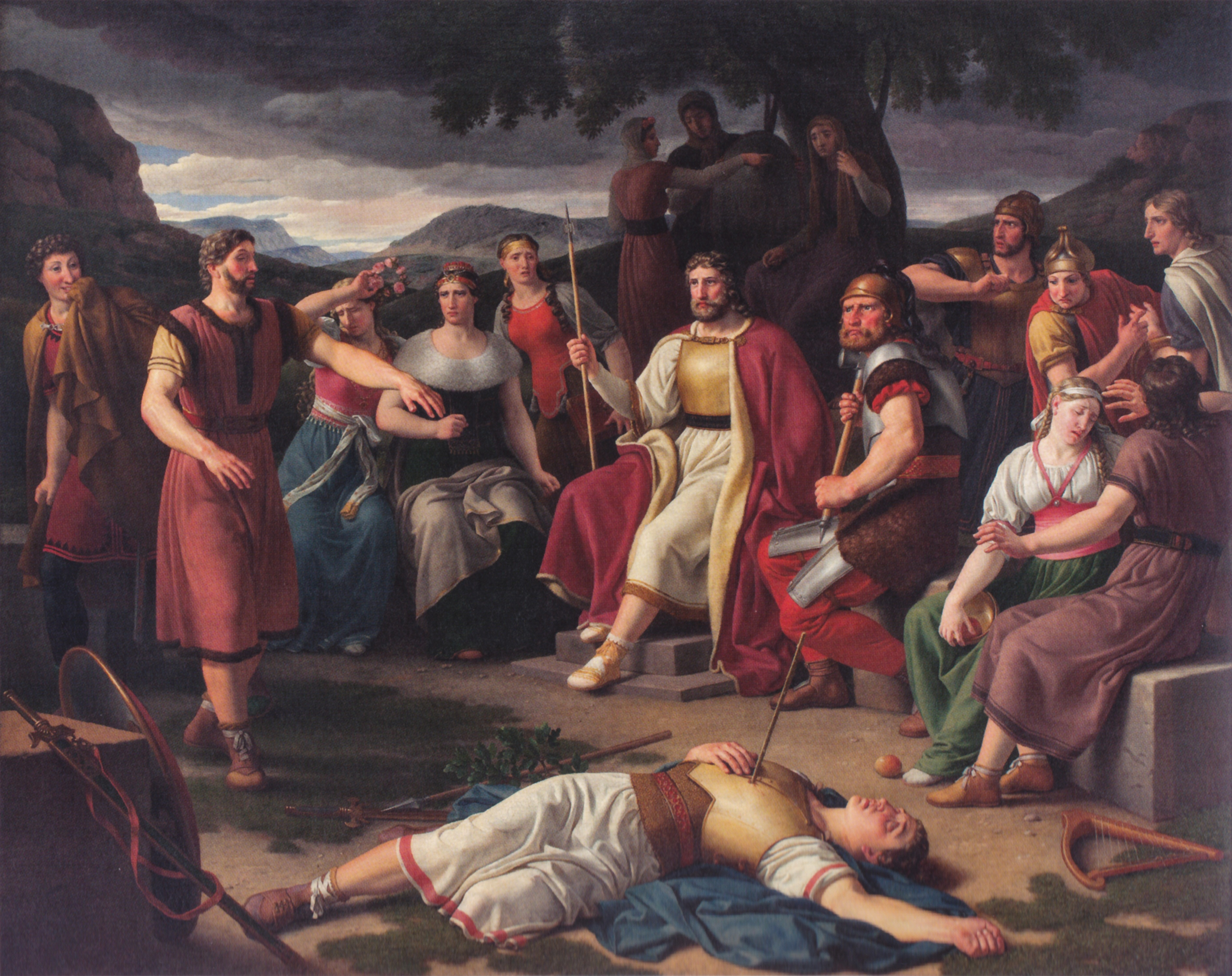
„Moartea lui Baldr”, pictură de Christoffer Wilhelm Eckersberg, 1817: Baldr zace mort în prim plan. Tocmai a fost lovit de săgeata cu vâsc a lui Höd. Höd, fratele orb al lui Baldr, stă în stânga și își întinde brațele. În partea stângă, Loki încearcă să-și ascundă zâmbetul. Odin stă pe tron cu sulița sa, în mijlocul Panteonului, aparent îngrijorat. Thor este în stânga lui, nervos, gata să lovească cu ciocanul. Copacul Yggdrasil și cele trei Norne pot fi văzute în fundal.

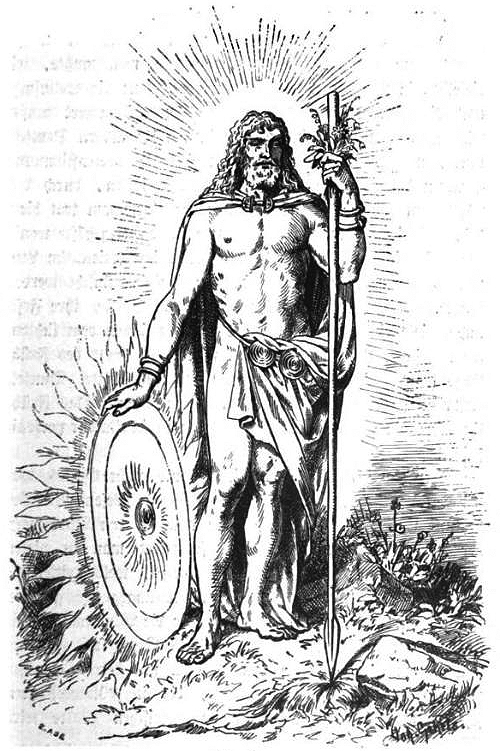
Ilustrație cu zeul Baldur de Jacques Reich

În mitologia nordică, una din cele mai tragice secvențe este moartea lui Baldur, zeul luminii și al purității. Sfârșitul fusese anticipat de Frigg, mama sa, zeița cerului, cea care cunoaște destinele tuturor, dar nu are voie să le dezvăluie nimănui.
În engleza veche i se spunea Bældæġ, iar în vechea limbă germană  era Balder, care provenea din cuvântul *Balðraz (semnifică erou sau prinț).
Pe durata secolului 12, consemnările daneze din Saxo Grammaticus și alte cronici, bazate pe Edda Poetica și Proza Edda, moartea lui Baldur era văzută ca o mare tragedie pentru zeii Æsir căci declanșa Ragnarokul. 
Potrivit Gylfaginning, o carte a lui Snorri Sturluson, soția sa era Nanna, cu care a făcut un copil pe nume Forseti. Baldr avea cea mai mare corabie construită vreodată, Hringhorni, și avea cea mai mare sală, Breidablik. 

## Protejarea și încercările lui Baldur
Zeița încearcă să evite tragedia, cerând tuturor elementelor naturii să îl protejeze pe Baldur, mai puțin vâscului, pe care îl consideră neînsemnat. Imun la amenințarea forțelor naturale, Baldur stârnește curiozitatea celorlalți zei, care îl aduc în piața thing, unde îl supun unui număr de probe. Ei aruncă în glumă cu arme și obiecte grele în Baldur.
Văzând rezistența lui Baldur, zeul Loki este încercat de invidie. El se va metamorfoza în femeie, reușind să afle vulnerabilitatea lui Baldur de la Frigg. Loki confecționează o săgeată din lemn de vâsc pe care i-o oferă zeului Hod, fratele orb al lui Baldur ce nu fusese de față la probe. Săgeata, trasă din mâinile lui Hod ca din greșeală, îl omoară pe Baldur, îndeplinind profeția mamei sale.

## Semnificații
Alegerea lui Hod pentru a-l ucide pe Baldur nu este întâmplătoare: zeul orb este un zeu al întunericului, ce se va face ucigașul zeului luminii. Loki este zeul vicleniei și al răului, victima sa fiind un simbol al purității. Prin aceste două opoziții, răul triumfă asupra binelui, întunericul asupra luminii, dezechilibru ce va declanșa sfârșitul lumii, Ragnarok-ul.
Moartea lui Baldur poate fi considerată un punct culminant al mitologiei popoarelor nordice conflictul cel mai important care va duce spre deznodământul tragic al lumii. De vreme ce Baldur nu a murit pe câmpul de luptă, el nu poate ajunge în condiții normale în Valhalla, ci va coborî în Helheim. Zeii însă o roagă pe zeița Hel să facă un compromis și să îngăduie plecarea lui Baldur în Valhalla. Zeița morții acceptă cu prețul unei singure condiții: toată lumea trebuie să-l jelească pe zeul ucis. Acest lucru se întâmplă la porunca zeului Odin, dar o vrăjitoare sau, după o altă variantă, vrăjitorul Thokk, nu îl deplânge pe Baldur. De aceea, Baldur rămâne în Helheim. Zeii îl bănuiesc pe Loki drept metamorfozat în cel care nu s-a supus ordinului dat de Odin și hotărăsc pedepsirea lui.

## Paralele cu scene din mitologia universală
Momentul aduce cu acela din mitologia greacă, unde care zeița Thetis îl scaldă pe Ahile după naștere în apele râului infernal Styx, pentru a-i conferi nemurirea. Zeița îl ține pe erou de un picior în timp ce-l îmbăiază și uită să-i umezească apoi călcâiul, ceea ce îi va aduce mai târziu moartea eroului.

## Patronime și toponime
Baldur este la originea patronimului european Baldovin (Baldwin, Baudouin, Baldovino) și a multor toponime precum Baldenthal, Baldovina și, în România, Baldovinești (județele Brăila și Olt).